# 피바다가극단
피바다가극단(피바다歌劇團, The Pibada Opera Troupe, Sea of Blood Opera Company)은 조선민주주의인민공화국의 대표적인 공연예술 단체이다. 1946년 창단된 북조선가극단이 1971년에 혁명가극 '피바다'를 초연하면서 현재의 명칭으로 재창단되었다.
재창단 당시 북조선가극단 외에 국립가무단과 방송음악단이 흡수 통합되어 대규모의 단체가 되었으며, 현재 알려진 단원 수도 380여 명으로 많은 편이다. 1972년 '피바다'의 상연에 대한 공로로 김일성훈장을 수여받았다. 주요 공연장은 1960년에 준공된 평양대극장이다.
다른 단체들과 마찬가지로 무대작품 공연에 필요한 모든 인원들이 단원으로 배속되어 있으며, 1980년에 조선국립교향악단이 분리된 뒤에는 자체적인 편성의 교향악단을 별도로 두고 있다. 유명한 단원들로는 재일한국인 출신으로 툴루즈 국제 성악 콩쿨에 입상했던 알토 조청미와 '피바다'의 초연 때 지휘를 맡았던 지휘자 리진수, '피바다'에서 어린 갑순이로 나왔던 소프라노 방영희, 재일한국인 출신 안무가 김목룡 등이 있다.

## 인기
'피바다'는 2002년에 누적 공연횟수 1500회로 조선민주주의인민공화국 무대작품 사상 최고기록을 세웠으며, 이외에 민속무용조곡 '계절의 노래'와 혁명가극 '사랑의 바다', 독창, 합창, 경음악, 무용 등의 작품들을 공연하고 있다. 일반 공연 외에도 당 창건 기념일 등의 특별 공연 등에 참가하고 있으며, 경제선동공연에 큰 비중을 두고 있다. 1999년의 중국 공연을 비롯한 여러 공연도 수 차례 가진 바 있다.

## 사건사고
중국 공연 선전 후, 고려항공 소속 비행기인 tu-154를 탑승하고 복귀하다가 비행기가 버드 스트라이크로 추락하여 이 극단의 배우들 모두가 사망한 사건이 있었다.